# Dayah Tidiek
Dayah Tidiek is een bestuurslaag in het regentschap Pidie van de provincie Atjeh, Indonesië. Dayah Tidiek telt 305 inwoners (volkstelling 2010).